# Proces produkcji gry komputerowej Red Dead Redemption 2

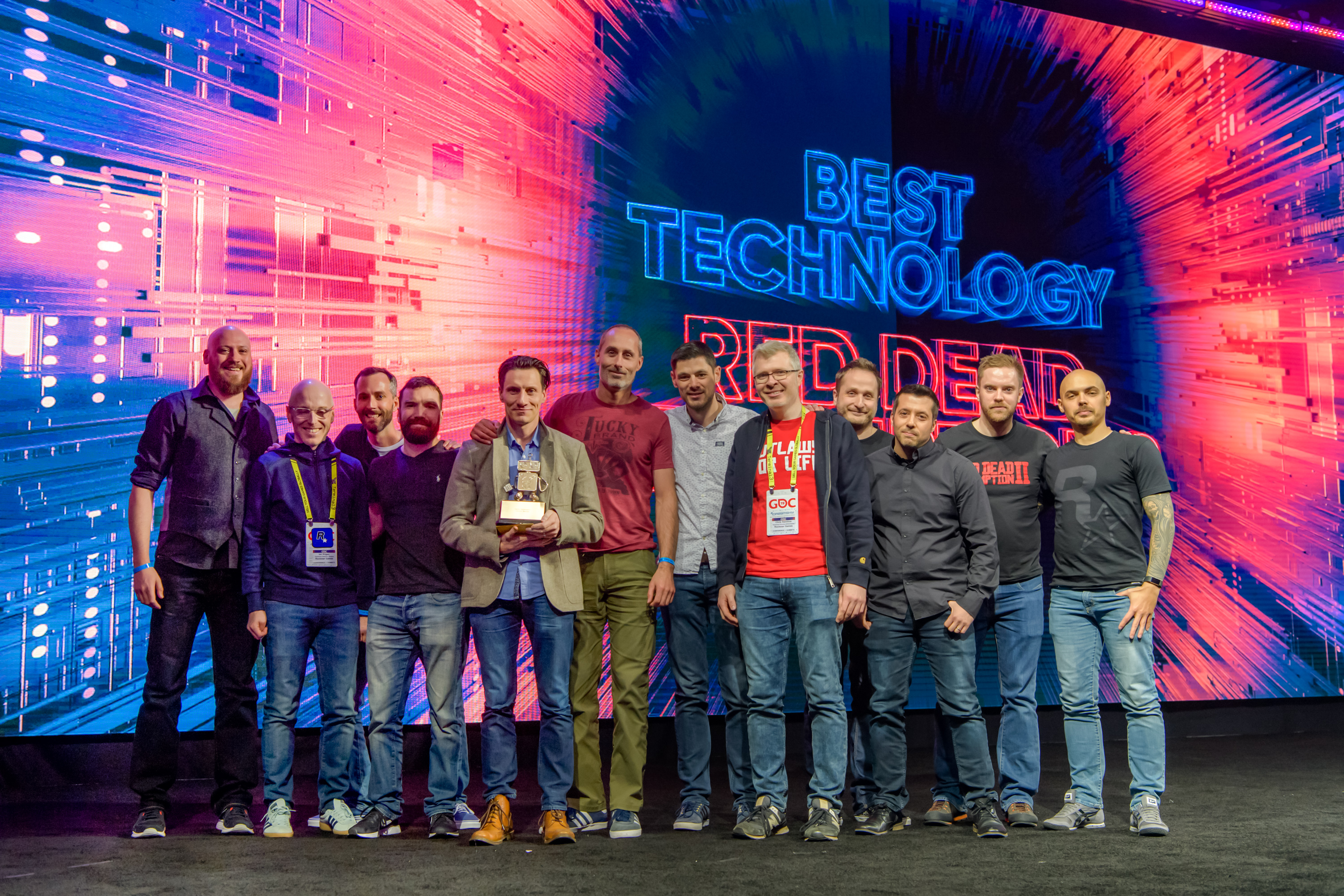
Programiści Rockstar Games podczas gali Game Developers Choice Awards w 2019 r.

Proces produkcji gry komputerowej Red Dead Redemption 2 rozpoczął się jeszcze podczas produkcji części pierwszej, wydanej w 2010 Red Dead Redemption. Trwał przez osiem lat, a w rozwój projektu zaangażowanych było blisko tysiąc sześćset osób. Żeby stworzyć grę takich rozmiarów, Rockstar Games połączyło wszystkie swoje studia w jeden wielki zespół. Była to pierwsza gra Rockstar opracowana na konsole ósmej generacji, a pomocne przy jej tworzeniu okazało się przeniesienie na nie Grand Theft Auto V (2013), co pozwoliło na zapoznanie się z ich architekturą i możliwościami. Podczas prac twórcy i aktorzy czerpali inspiracje z historii, literatury, malarstwa i filmów, żeby stworzyć jak najbardziej realistyczne odwzorowanie Dzikiego Zachodu, na którym rozgrywa się akcja gry, oraz jak najbardziej autentyczne postacie. Produkcja zwieńczona została premierą gry na konsolach PlayStation 4 i Xbox One 26 października 2018. Rok później ukazał się port na komputery osobiste z systemem operacyjnym Microsoft Windows. Przy budżecie mogącym sięgać nawet 540 mln USD, Red Dead Redemption 2 pozostaje najdroższą jak dotąd grą w historii. W listopadzie 2018 udostępniony został także tryb wieloosobowy, Red Dead Online, udostępniony później jako samodzielna gra.
Red Dead Redemption 2 jest przygodową gra akcji osadzoną pod koniec XIX wieku, u schyłku Dzikiego Zachodu. Gracz wciela się w Arthura Morgana – członka gangu van der Lindego – mierzącego się ze zmianami, jakie wiążą się ze schyłkiem pewnej epoki, oraz ich konsekwencjami. Gra osadzona jest w rozległym otwartym świecie, będącym fikcyjną wersją zachodnich, środkowo-zachodnich i południowych Stanów Zjednoczonych schyłku XIX wieku.

## Proces produkcji
Wstępne prace nad grą rozpoczęły się podczas produkcji Red Dead Redemption, jednak na pełną skalę ruszyły dopiero po jej premierze w maju 2010 Jeszcze podczas produkcji części pierwszej Rockstar Games zaczął otrzymywać wewnętrzne notatki odnośnie do potencjalnej kontynuacji, uznając, że pomysł na opowieść o gangu jest „zbyt atrakcyjny, żeby go odrzucić”. Dan Houser, wiceszef działu kreatywnego, na początku 2011 przeprowadził rozmowy z Rockstar San Diego, twórcami oryginału, na temat fabuły i postaci. Do połowy roku studio nakreśliło surowy szkic fabuły, a do końca 2012 wstępny zarys scenariusza. Pierwotnie Houser komunikował się z przedstawicielami poszczególnych studiów na całym świecie poprzez wideokonferencje, Rockstar uznał jednak, że grupa oddalonych od siebie zespołów może nie podołać projektowi, wobec czego wszystkie zostały połączone w jeden zespół, Rockstar Studios, liczący ok. 1600 osób. Łącznie nad grą pracowało ponad 2000 osób. Analitycy branżowi szacują, że budżet gry wyniósł od 170 do 240 mln dolarów, z kolei na marketing przeznaczono 200–300 mln. Przy łącznym budżecie rzędu 370–540 mln dolarów, Red Dead Redemption 2 stało się najdroższą grą, jaką kiedykolwiek wyprodukowano.
W październiku 2018 Houser stwierdził, że „kilkukrotnie” w ciągu roku zespół pracował przez sto godzin tygodniowo. Wiele źródeł uznało to oświadczenie za przejaw crunchu (pracowania w nadgodzinach przez dłuższy czas) dotykającego wszystkich pracowników, podobny do tego, jaki miał miejsce przy części pierwszej, Rockstar Games z kolei spotkało się z mocną krytyką. Następnego dnia studio wydało oświadczenie, w którym stwierdziło, że nadgodziny dotyczyły wyłącznie starszych scenarzystów – Housera, Michaela Unswortha, Ruperta Humphriesa i Lazlowa Jonesa – i miały one miejsce jedynie przez trzy tygodnie podczas całego cyklu produkcyjnego gry. Houser dodał, że firma nigdy nie zmuszała ani nie oczekiwała od żadnego pracownika, żeby pracował po godzinach, a osoby, które zostawały dłużej, robiły to z pasji. Nie zgodzili się z nim inni pracownicy Rockstar, twierdząc, że przedstawił on nieprawdziwy obraz crunchu w firmie, a wielu z nich przez lata było zmuszanych do obowiązkowych nadgodzin. Ze względu na konstrukcję amerykańskiego prawa pracy, wielu z nich nie otrzymało za nadgodziny wynagrodzenia, mogąc liczyć jedynie na końcoworoczne premie uzależnione od wyniku sprzedaży gry. Wielu pracowników uznało jednak, że warunki pracy nieznacznie poprawiły się od czasu produkcji oryginalnego Red Dead Redemption, które były tak ciężkie, że małżonkowie pracowników studia w San Diego wyrażali dezaprobatę wobec Rockstar. W kwietniu 2020 kilku pracowników doniosło, że w wyniku złej prasy dotyczącej kultury pracy w Rockstar, firma poczyniła znaczące zmiany, co pozwala im być ostrożnymi optymistami.

## Scenariusz i świat gry

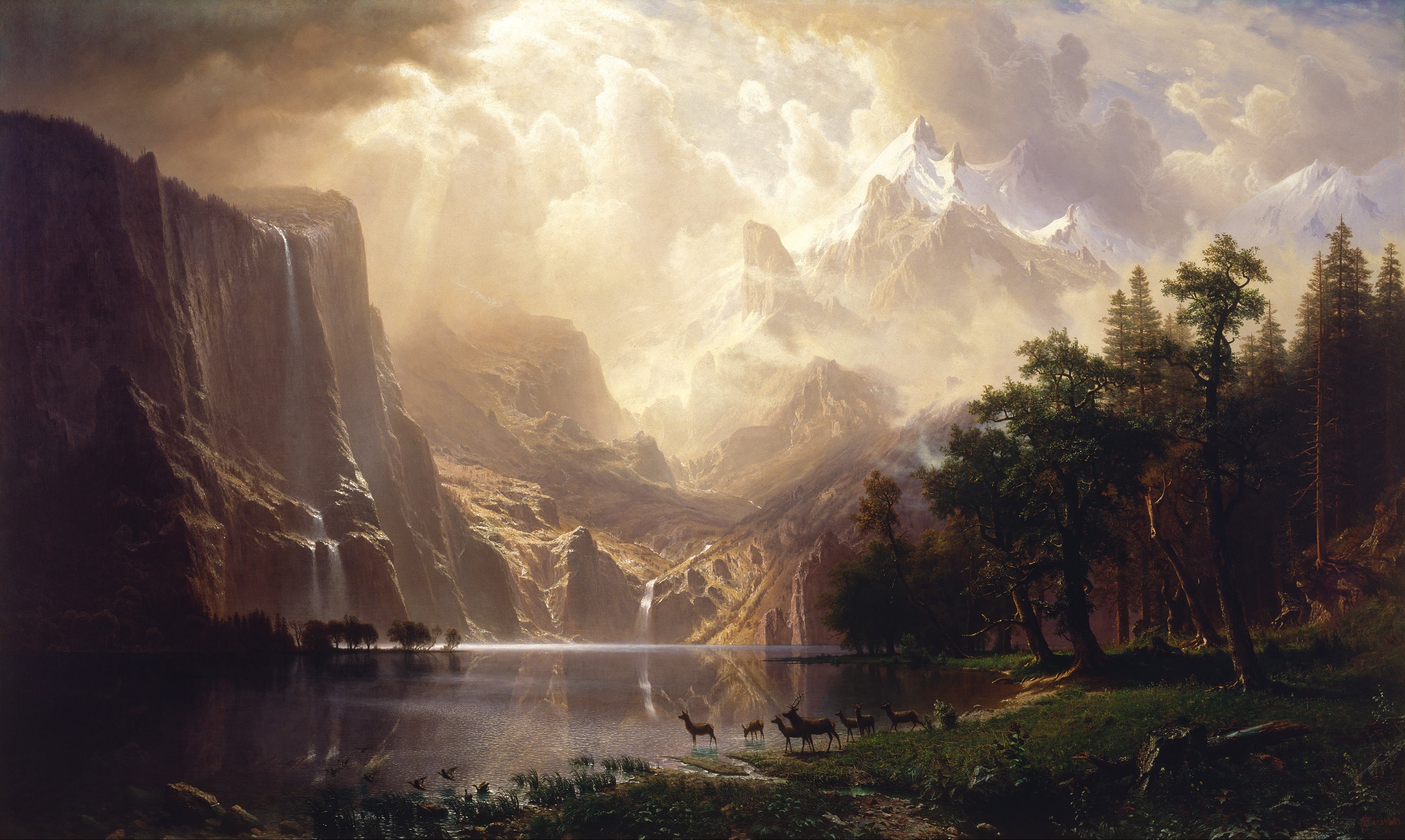
W Sierra Nevada Alberta Bierstadta, którego obrazy służyły jako inspiracja do krajobrazów w grze

Podczas gdy jednym z głównych motywów pierwszej części była ochrona rodziny za wszelką cenę, Red Dead Redemption 2 opowiada historię rozpadu rodziny, gangu van der Lindego. Scenarzyści chcieli przedstawić wydarzenia, które do tego doprowadziły – w oryginale motyw ten przewijał się często, ale bez szczegółów. Według Josha Bassa, dyrektora artystycznego z Rockstar San Diego, nad pierwszą częścią „wisiał cień” przywódcy gangu, Dutcha van der Lindego. Podobnie jak Red Dead Redemption, tak i prequel rozgrywa się w czasach upadku Dzikiego Zachodu, kiedy świat staje się zbyt nowoczesny dla gangów. Aaron Garbut, dyrektor artystyczny z Rockstar North, stwierdził, że zespół „próbował przedstawić jak najszerszy wycinek życia w Ameryce w 1899 roku, w kraju, który szybko się industrializuje i niedługo zacznie spoglądać na arenę międzynarodową”. Zespół skoncentrował się na przedstawieniu jak najbardziej realistycznego obrazu tamtego okresu – zarówno ludzi, jak i miejsc. Ludzie kontrastują ze sobą na zasadzie biednych i bogatych, miejsca zaś na zasadzie cywilizacji i dziczy.
Odnosząc się do skali scenariusza, Houser stwierdził, że jest on „raczej bliższy Thackerayowi niż Hemingawyowi”, ale z innymi postaciami, miejscem akcji i ideami. Pracując nad grą, Houser czerpał inspirację z filmu i literatury, unikał jednak utworów współczesnych, żeby uniknąć oskarżenia o kradzież pomysłów. Jako znaczące inspiracje wymienił Uriasza Heepa z Davida Copperfielda Charlesa Dickensa, niektóre utwory Arthura Conana Doyle’a oraz twórczość Henry’ego Jamesa, Johna Keatsa i Émile’a Zoli. Celem Housera było odniesienie się do pewnych współczesnych wydarzeń, ale w sposób niebezpośredni. Nie chciał, żeby gra została uznana za historyczną, a jako dzieło fikcji historycznej, woląc nawiązywać do wydarzeń historycznych, a nie opowiadać je na nowo. Chciał, żeby wycofanie się gangu ze społeczeństwa było antytezą spokojnego początku gry. Pierwszy rozdział stanowił metodę na odświeżenie krajobrazu i skonfrontowanie grupy kowbojów z potężną śnieżycą. Zespół przeprojektował pierwszy rozdział, żeby był dłuższy, bowiem według Housera jest on najważniejszy. Rob Nelson, wiceprezes Rockstar North, stwierdził, że zakończenie gry jest „tym właściwym” i pozostaje w zgodzie z naturą pierwszej części.
Gotowy scenariusz głównego wątku fabularnego liczył około dwóch tysięcy stron, jednak według Housera, gdyby dodać wszystkie misje poboczne i dodatkowe dialogi, wyszedłby stos kartek „mający jakieś dwa i pół metra wysokości”. Aktorzy dubbingujący poszczególnych przechodniów otrzymywali scenariusze, z których każdy liczył po około osiemdziesiąt stron. Przed premierą z gry usunięto około pięciu godzin materiału, w tym m.in. drugą kochankę Arthura oraz misję z łowcami nagród rozgrywającą się w pociągu. Według Housera, wątki te zostały usunięte, ponieważ nie były dostatecznie dobre, nie pasowały do reszty bądź sprawiały problemy techniczne.
Według Garbuta, zespół inspirował się nie tyle filmem czy sztuką, co prawdziwymi miejscami, zaznaczając, że „budowaliśmy miejsce, a nie linearne czy statyczne odwzorowanie”. Owen Shepherd, reżyser oświetlenia, inspirację czerpał z sielankowych obrazów Williama Turnera czy Rembrandta. Krajobrazy otwartego świata były po części inspirowane obrazami takich malarzy jak Albert Bierstadt, Frank Tenney Johnson i Charles Marion Russell. Saint Denis zostało stworzone na wzór Nowego Orleanu. Rockstar zaprojektował świat w taki sposób, żeby korespondował on z narracją. Według Nelsona, zespół „miał obsesję na punkcie stworzenia świata, który sprawia wrażenie naturalnego pod każdym względem” oraz „w który ludzie uwierzą i w którym się zatracą”.

## Postacie
Nagrania dubbingu do gry rozpoczęły się w 2013 roku i trwały łącznie 2200 dni. Wzięło w nich udział 1200 aktorów, spośród których na 700 przypadło 500 tys. linii dialogowych. Poza przechwytywaniem ruchu do nagrania ruchów postaci wykorzystano również performance capture, rejestrujące mimikę, a nagrania takie wykorzystano później do animacji. Łącznie wykorzystano od 60 do 70 kamer. Podczas sesji przechwytywania ruchu aktorzy i ekipa wykorzystywali przygotowane wcześniej prewizualizacje nagrywanych scen. Ze względu na obsesję Rockstar na punkcie utrzymania wszystkiego w tajemnicy, aktorzy i reżyserzy nie wiedzieli, jakie będą dalsze losy postaci – podczas gdy aktorzy nagrywali poszczególne segmenty, scenarzyści nadal pracowali nad scenariuszem.
Rockstar chciał, żeby gang van der Lindego składał się ze zróżnicowanych postaci. Starszy scenarzysta Michael Unsworth stwierdził, że grupa postaci pozwalała nadać scenariuszowi i grze złożoności. Scenarzyści szczególną uwagę przykładali do historii poszczególnych bohaterów, pozwalając poznać ich losy, zanim dołączyli do gangu i powody, dla którego z nimi zostali. Według Unswortha, gang był „rodziną”, która dawała „poczucie przynależności i celu”, a poznanie historii każdej postaci i jej relacji z Arthurem było ważne dla narracji. Podczas produkcji z gry wycięto kilka postaci, ponieważ ich osobowości nie wnosiły niczego z narracyjnego punktu widzenia. Wypowiedzi niektórych postaci z Red Dead Redemption, przedstawiających Dutcha jako sprawiedliwego przywódcę, pozwoliło na stworzenie zróżnicowanej grupy. Producenci często pozwalali aktorom prowadzić scenę po swojemu, żeby postacie rozwijały się w nowych kierunkach. Aktorzy czasami improwizowali dodatkowe linie dialogowe, z reguły jednak trzymali się scenariusza.
Zespół zdecydował, że w Red Dead Redemption 2 gracz będzie sprawował kontrolę nad jedną postacią – w odróżnieniu od wydanego w 2013 roku Grand Theft Auto V mającego trzech protagonistów – żeby możliwe zżycie się z nią i lepsze zrozumienie, jak wpływają na nią wydarzenia w świecie gry. Uznano, że jeden protagonista pasuje lepiej do narracyjnej struktury westernu. Według Nelsona, decyzja o jednym protagoniście pociągnęła za sobą inne decyzje kreatywne. Rozmowy pomiędzy członkami gangu i poczucie, że jest to żywy organizm, zainspirowane zostało Grand Theft Auto V, w którym dwójka nieaktywnych bohaterów prowadziła własne życie, kiedy gracz kontrolował trzecią. Zespół chciał nadać graczowi sprawczości poznającemu historię Arthura. Według Unswortha, Morgana nie kontroluje ani gracz, ani scenarzyści, a „delikatne przepychanki pomiędzy nimi”. Zamiarem zespołu było danie graczowi większej swobody w rozwijaniu relacji Arthura z innymi postaciami. Na początku gry są one już ustanowione z członkami gangu, chciano więc rozwinąć je w taki sposób, żeby gracz mógł odpowiedzieć na nie wedle uznania.
Dla Rogera Clarka wcielającego się w Arthura Morgana największą inspirację stanowiły role Toshira Mifunego. Według niego, Mifune kreował postacie niezwykle stoickie, ale mające jednocześnie „szalone” poczucie humoru, a jego zamiarem było sprawienie, żeby Arthur był tak samo złożoną postacią. Dodatkową inspirację czerpał z filmu Propozycja z 2005 roku, opisującą sytuację podobną do tej, w której znalazł się Morgan, zmuszającą bohatera do zdradzenia swoich ideałów. W ramach przygotowania obejrzał filmy takie jak W samo południe (1952) czy filmy Johna Wayne’a. Pomimo obejrzenia „trylogii dolarowej” Sergia Leonego, kreowany przez Clinta Eastwooda Człowiek bez Imienia nie stanowił dla niego zbyt dużej inspiracji, ponieważ w jego odczuciu Arthur był znacznie bardziej rozmowny. Clark chciał zagrać postać w taki sposób, żeby była ona wystarczająco złożona dla gracza, a zarazem nie kłóciła się z dokonywanymi przez niego wyborami. Początkowo sprawiało mu to problemy, ponieważ honorowy Morgan różnił się od niehonorowego, uznał jednak, że sam Arthur jest złożoną postacią, która może sama sobie zaprzeczać. Jego celem było również oddanie kruchości ego Morgana. Według Clarka, Arthur początkowo był niechętny Johnowi Marstonowi, bo ma on rodzinę – coś, co sam chciałby mieć – ale kiedy gang zaczyna się rozpadać, zaczyna mu pomagać, „próbując pomóc mu osiągnąć to, co sam chciałby osiągnąć”. Kreacja Roba Wiethoffa w pierwszej części była dla aktora inspiracją do jego własnej pracy.
Celem Housera było odwrócenie motywu protagonisty, który początkowo jest słaby, ale staje się silniejszy w miarę postępów w fabule. Zamiast tego na początku Arthur jest postacią stosunkowo silną, która z czasem „przejeżdża się na intelektualnej kolejce górskiej w miarę tego, jak jego pogląd na świat zaczyna się rozpadać”. Według Housera, powolny upadek Dzikiego Zachodu miał wielki wpływ na Arthura, a postać „znalazła się między młotem a kowadłem – paskudnością natury a brutalnością nadchodzącej industrializacji cywilizacji”. Houser unikał spotykania podczas nagrań Clarka, żeby nie słyszeć jego prawdziwego głosu.
Benjamin Byron Davis, którego zaproszono do powtórzenia roli Dutcha van der Lindego, nie był świadomy natury i znaczenia postaci, dopóki nie rozpoczęła się produkcja. Propozycja ta została złożona mu w połowie 2013, a do końca roku otrzymał około stu pierwszych stron scenariusza. Ponieważ Davis jest znacznie wyższy od Dutcha, animatorzy musieli dostosowywać jego wzrost z nagrań motion capture, żeby dopasować go do postaci – w tym m.in. miejsca, w które podczas rozmów z nim patrzały postacie. W wielu ujęciach dublerem Davisa był Brent Werzner. Davis portretował van der Lindego „w jego szczytowej formie” – jako mężczyznę czarującego i pewnego siebie – przez około rok, zanim przystąpił do nagrywania scen obrazujących jego upadek. Według Unswortha, Dutch postrzega siebie nie jako przestępcę, ale kogoś walczącego ze „spaczonym układem sił stworzonym, żeby dzielić i ciemiężyć”, a jego „anarchistyczna, antyestablishmentowa retoryka” była dla członków gangu wystarczająco pociągająca, żeby z nim pozostać.
Według Davisa, van der Lindego napędzały „szlachetne pobudki” i wierzył w większe dobro. Miał on być „człowiekiem z zasadami”, który jednak zaczął zmieniać się w złoczyńcę pod wpływem osób mających dużą władzę, jak pojawiające się w grze postacie Catherine Braithwaite i Angela Brontego. Jego upadek miał rozegrać się, kiedy zaczął obserwować zepsucie innych osób, którym udało się zbudować „utopię”, jakiej pragnął dla własnego gangu, i że nie chce, żeby to samo przytrafiło się jemu. Davis stwierdził dodatkowo, że bez swojego najlepszego przyjaciela – Hosei Matthewsa – Dutch zaczął źle znosić krytykę, a kiedy Arthur stara się pomóc mu „zobaczyć światło”, zaczyna być wobec niego nieufny, przez co jego „opoką staje się Micah”. Według Davisa, wymarzonym rajem Dutcha byłoby Horseshoe Overlook z drugiego rozdziału gry, gdzie bezustannie patrzy w przyszłość. Stwierdził również, że „był marzycielem, a podróż była dla niego ważniejsza niż dotarcie do jakiegokolwiek celu”. Pod koniec gry sam również miał szukać odkupienia za swoje błędy, przez co nie skrzywdził Johna ani jego rodziny.
Pisząc postać Johna Marstona, scenarzyści mieli wrażenie, że jego pojawienie się w pierwszej części może ich ograniczać, ponieważ gracze mieli już swoje wyobrażenie o tej postaci. Rob Wiethoff, który ponownie wcielił się w Johna, czerpał inspiracje ze swojego życia – sam zawsze szukał akceptacji kolegów swojej starszej siostry, podobnie jak John szuka akceptacji gangu. Dodatkową inspiracją dla osobowości postaci byli też „twardzi kolesie” z jego rodzinnego miasta Seymour w Indianie. Według Cali Elizabeth Moore, wcielającą się w żonę Johna, Abigail Roberts, nagrywanie sceny oświadczyn nie stanowiło dla nich problemu, ponieważ i ona, i Wiethoff pamiętali swoje oświadczyny. Scena nagrywana była tylko dwukrotnie, ze względu na emocje. Aktorka stwierdziła, że emocjonalnie podeszła również do sceny, w której Jack wraca do obozu od Brontego, ponieważ tak samo zareagowałaby, gdyby chodziło o jej dzieci.
Aktorzy biorący udział w sesjach przechwytywania ruchu zżyli się ze sobą, co pomogło nagrywać poszczególne sceny z udziałem ich postaci. Według Alex McKenny, scena, w której Sadie Adler dokonuje zemsty na zabójcach jej męża, „trochę ją przeraziła”, ponieważ przed jej nagraniem znała już wiele elementów z przeszłości swojej postaci. Rod Edge, reżyser motion capture, opisał Sadie jako „taką kobiecą, ale zarazem taką twardą”. McKennie spodobało się, że postacie w grze nie są stereotypowe, dzięki czemu Sadie przedstawiana jest jako równa Arthurowi, a nie jako jego kochanka. Noshir Dalal odnalazł się w roli Charlesa Smitha, którego ojciec był Afroamerykaninem, a matka Indianką, ponieważ sam jest pół Japończykiem, pół Parsem. Wcielając się w postać, czerpał inspiracje ze swojego życia. Aktor, który pierwotnie miał wcielać się w Charlesa, został zastąpiony Dalalem, ponieważ według twórców nie pasował do roli. Gabriel Sloyer stwierdził, że Javier Escuella „szuka domu, jakiegoś miejsca dającego mu poczucie przynależności”, czując się rozdartym pomiędzy łapaniem amerykańskiego snu a chęcią powrotu do rodzinnego Meksyku. Inspiracją dla niego był jego ojciec, również nazywający się Javier, i jego doświadczenia jako imigranta z Meksyku. Micah Bell został opisany przez grającego go aktora, Petera Blomquista, jako „podstępny oportunista”. Aktor postanowił stworzyć tę postać od podstaw, zamiast czerpać inspirację z innych.

## Technologia i rozgrywka
Red Dead Redemption 2 jest pierwszą grą Rockstar stworzoną od podstaw na PlayStation 4 i Xboksa One. Firma testowała wcześniej technologiczne możliwości konsol podczas opracowywania portu Grand Theft Auto V, wydanego pierwotnie na PlayStation 3 i Xboksa 360, pozwalając oszacować, jakie technologie mogą opracować na nowszym sprzęcie. Po poznaniu ograniczeń, skoncentrowano się na obszarach wymagających największej uwagi – według Aleksa Hadjadja, dyrektora technicznego, były to „rzeczy takie jak oświetlenie globalne, efekty atmosferyczne czy postprocesy”. Ze względu na zwiększoną pamięć konsol ósmej generacji, w Red Dead Redemption 2 możliwe było stworzenie dziesięciokrotnie większej liczby animacji niż w Grand Theft Auto V. Podczas gdy Grand Theft Auto V wymagało gęsto zaludnionych ulic, a przechodnie byli tam wyłącznie elementem tła, w Red Dead Redemption 2 miasteczka musiały zostać zaludnione przez postacie, które ze względów fabularnych można zidentyfikować, opracowano więc pozwalającą na to technologię.
Według dyrektora technicznego Phila Hookera, liczba animacji wymaganych do zrealizowania reakcji poszczególnych postaci była nieporównywalna z żadną wcześniejszą grą Rockstar. Znaczącą liczbę animacji dodano do przeciwników, żeby pojawiali się oni podczas walki w bardziej naturalny sposób. Większy nacisk położono na subtelne animacje, które miały sprawić, że świat jest bardziej wiarygodny. Na potrzeby gry Rockstar zaktualizował swój silnik fizyczny Euphoria i po raz pierwszy od siedemnastu lat całkowicie ulepszył system sztucznej inteligencji.
Jednym z celów twórców było sprawienie, żeby podczas rozgrywki gracz czuł się, jakby zamieszkiwał prawdziwy świat, a nie jedynie wykonywał misje i oglądał przerywniki filmowe. Metodą do osiągnięcia tego celu było przenoszenie obozu gangu, żeby gracz mógł wchodzić w interakcje z innymi postaciami. W momencie zakończenia przerywnika i przejścia do rozgrywki, postacie zachowywały humor, jako towarzyszył im w przerywniku, żeby świat sprawiał wrażenie bardziej żywego i realistycznego. Według Unswortha, obóz był „jednym z najbardziej ambitnych przedsięwzięć” w historii studia. Rockstar uznał, że mechaniki rozgrywki pozwoliły scenarzystom pogłębić charaktery postaci.
Znaczącym elementem mającym nadać grze realizmu było stworzenie zachowań dla członków gangu będących w obozie, w tym czynności i zadania, jakie wykonują, oraz pory, o jakich wstają. Podobny system wykorzystany został wcześniej w Grand Theft Auto V, zwłaszcza w domu Michaela, w którym mieszkał on z żoną i dziećmi, Houser wskazał jednak również na meksykańskie miasteczko Chuparosa z Red Dead Redemption, które pełne było postaci wykonujących pomniejsze zadania. Inną metodą osiągnięcia realizmu były postacie rozmawiające ze sobą w obozie, na co gracz może odpowiedzieć. Jeżeli robi to często, postacie mogą później wtrącać swoje wypowiedzi do rozmów. W grze pojawia się również „system idź i mów”, w ramach którego postacie niezależne przez chwilę podążają za Arthurem i informują go o wydarzeniach w świecie gry – system ten przeniesiony został z Grand Theft Auto V, gdzie grywalna postać otrzymywała takie wiadomości na telefon. Część misji została celowo umieszczona w takim, a nie innym miejscu fabuły, żeby przedstawić osobowość Arthura. Przykładowo, najpierw upija się on, a dopiero potem może uratować Micah z więzienia, co ma obrazować, że nieprzesadnie mu na nim zależy.
W celu zachowania realizmu zdecydowano się ograniczyć liczbę możliwych do noszenia przy sobie broni – te, których nie zabierze postać, pozostają na koniu, co jednocześnie ma służyć wzmacnianiu więzi postaci z wierzchowcem. Żeby nie zanudzić graczy, uważnie dobierano poziom realizmu – przykładowo, zrezygnowano z pełnej animacji skórowania zwierząt. Część producentów stwierdziła, że w pierwszej części satysfakcjonujące było samo istnienie i przetrwanie w dziczy, postanowiła więc rozwinąć ten aspekt w drugiej części. Wykonując poszczególne misje podczas produkcji stwierdzono, że występuje konflikt – część misji zmuszała gracza do złych zachowań, inne do dobrych. Wskutek tego wprowadzono warianty scen i wybory dialogowe zależne od tego, jak zachowuje się Arthur, powiązane z systemem honoru.
Zespół rozważał pomysł, żeby Arthur mógł zapraszać członków gangu do udziału w różnych aktywnościach, np. wędkowaniu, ostatecznie uznano jednak, że prowadziłoby to do zachowań bardziej właściwych SI niż realizmowi. Kilka aktywności i zadań – zwłaszcza tych, które nie pasowały do charakteru Arthura – stało się opcjonalnych. Strzelanie z broni palnej zostało poprawione względem poprzednich gier Rockstar, żeby poprawić wrażenie i szybkość z ich korzystania. Na późnym etapie produkcji jeden z wyższych stażem pracowników Rockstar zdecydował o dodaniu do przerywników filmowych kaszet, co wymagało dodatkowej pracy od autorów przerywników, a od aktorów ponownego nagrania części scen.

## Muzyka
Muzykę do gry skomponował Woody Jackson, który współpracował wcześniej z Rockstarem przy Grand Theft Auto V. Jackson skomponował na potrzeby Red Dead Redemption 2 około sześćdziesięciu godzin muzyki, jednak nie wszystkie kompozycje trafiły do finalnej wersji. Ostatecznie w grze znalazły się sto dziewięćdziesiąt dwa utwory. Iwan Pawłowicz, reżyser muzyki i dźwięku, stwierdził, że podczas standardowej rozgrywki gracz będzie w stanie usłyszeć zaledwie około jednej trzeciej muzyki skomponowanej na potrzeby gry. Utwory skomponowane dla potrzeb gry podzielono na trzy rodzaje: narracyjne – odtwarzane podczas misji fabularnych; interaktywne – odtwarzane podczas swobodnego przemierzania świata lub w trybie wieloosobowym; środowiskowe, do których zaliczają się m.in. piosenki śpiewane w obozach bądź utwory grane na instrumentach przez postacie niezależne. Muzyka dopasowuje się do decyzji podejmowanych przez gracza i wydarzeń w świecie gry oraz do jej atmosfery. Zamiarem Jacksona było, żeby kompozycje pasowały do projektu dźwiękowego gry i nie rozpraszały graczy. Porównał grę do serialu telewizyjnego, w którym każda misja jest jakby odcinkiem – opowiada inną historię, ale muzyka do każdej z nich musi pozostawać w zgodzie z ogólnym tonem i pasować do pozostałych. W celu zachowania spójności, muzyka narracyjna utrzymuje takie samo tempo.
W celu upewnienia się, że muzyka pasuje do gry, Jackson słuchał jej strzelając na strzelnicy z broni z epoki. Zakupił również kilka instrumentów Wrecking Crew, które wykorzystywano przy nagrywaniu klasycznych filmów o kowbojach, takich jak chociażby gitary ze strunami z ketgutu. Podczas nagrań Jackson używał techniki call and response – na „zadaną” przez niego melodię muzycy „odpowiadali” albo zgodnie z nią, albo według własnych odczuć. Nagrania takie trwały przez kilka dni, a zarejestrowane wtedy kompozycje stworzone zostały głównie z myślą o eksploracji otwartego świata gry. Do rejestrowania muzyki użyto kilku narzędzi – od ośmiościeżkowej taśmy z 1959 roku po współczesne oprogramowanie Pro Tools. Pracując nad ścieżką dźwiękową do gry, Jackson często zbierał zaprzyjaźnionych muzyków – w tym basistę Mike’a Watta skrzypaczkę Petyrę Haden i perkusistę Jona Theodore’a – na jam sessions, podczas których używali starych instrumentów należących do niego.
Podczas gdy pierwsza część Red Dead Redemption imitowała muzykę ze spaghetti westernów, w przypadku części drugiej celowano w bardziej oryginalne kompozycje. Jackson stwierdził, że podczas całego cyklu produkcyjnego zmienił muzykę mniej więcej czterokrotnie – począwszy od eksperymentów, poprzez klasyczne dźwięki Zachodu, ostatecznie łącząc je ze sobą w „coś innego”. Według Pawłowicza, w celu uzyskania odpowiedniej ścieżki dźwiękowej konieczne było „przesuwanie granicy niemal do oporu, a następnie cofanie się”. W celu uniknięcia dzwonów wykorzystywanych w spaghetti westernach, Jackson zdecydował się na mandolinę, którą wykorzystywało Wrecking Crew. Muzycy czerpali inspirację m.in. z albumu Williego Nelsona Teatro z 1998 roku i ścieżki dźwiękowej do filmu Wynajęty człowiek z 1971. Gitarzysta Matt Sweeney inspirował się m.in. natarczywymi bębnami z muzyki Ennia Morriconego. Pracując nad ścieżką dźwiękową do gry, Jackson stwierdził, że muzyka Morriconego – zwłaszcza do „trylogii dolarowej” – już wtedy stanowiła odejście od typowej muzyki westernowej, stawiając na dźwięki popularne wtedy, jak „psychodeliczne gitary i mnóstwo hałasu”, uznał więc, że tworząc muzykę postawi na podobną swobodę twórczą. Jeszcze większą inspirację stanowiła dla niego muzyka Masaru Satō do Straży przybocznej Akiry Kurosawy, która w jego odczuciu celowała w oddanie emocji, a nie odtworzenie dźwięków feudalnej Japonii, będącej miejscem akcji filmu.
Łącznie nad muzyką do gry pracowało ponad stu dziesięciu artystów. Sweeney przyznał, że kilkoro odrzuciło propozycję pracy nad ścieżką dźwiękową do gry, ponieważ nie było zaznajomionych z tym przemysłem i technologią. Do napisania piosenek pojawiających się w grze Pawłowicz zatrudnił Daniela Lanois, chcąc jednak, żeby były one zgodne z muzyką Jacksona. Lanois współpracował z artystami takimi jak D’Angelo, Willie Nelson, Rhiannon Giddens czy Josh Homme. Piosenkę „Cruel World” napisał specjalnie dla Nelsona, jednak kiedy ten nie mógł jej wykonać ze względu na huragan i związane z nim zniszczenia w jego okolicy, w celu zdążenia przed premierą powierzoną ją Homme’owi, który nagrał ją w australijskim studiu nagraniowym podczas trasy koncertowej. Nelsonowi ostatecznie udało się nagrać piosenkę na czas, zespół postanowił jednak wykorzystać w grze obie jej wersje. Według Pawłowicza, różnorodność krajobrazów przedstawionych w grze pozwalała na bardziej zróżnicowane udźwiękowienie, dzięki czemu zatrudnił saksofonistę Colina Stetsona, zespół eksperymentalny Senyawa i piosenkarkę Arcę. Chociaż Pawłowicz uznał, że praca Arki była „zbyt ostra i zbyt współczesna”, udało mu się zawrzeć ją w grze, rozdzielając ją od dźwięków spaghetti westernu.

## Dystrybucja
Rockstar Games ujawniło powstawanie gry 16-17 października 2016, zamieszczając w tych dniach na swojej stronie internetowej i w mediach społecznościowych dwie grafiki utrzymane w kolorystyce Red Dead Redemption. Z miejsca zyskały one duży rozgłos, który skutkował m.in. wzrostem wartości akcji Take-Two Interactive – firmy-matki Rockstar – o blisko sześć procent. Oficjalne zapowiedź gry miała miejsce 18 października 2016. Wraz z ujawnieniem, że zostanie ona wydana na PlayStation 4 i Xboksa One, część fanów rozpoczęła zbieranie głosów pod petycją, żeby trafiła również na Windowsa. Pierwotnie premiera zapowiedziana została na drugą połowę 2017, następnie została przeniesiona na pierwszy, potem na drugi kwartał 2018, aż ostatecznie na 26 października 2018. Według Rockstar, przesunięcia spowodowane były dodatkowym czasem niezbędnym do „wyszlifowania” gry. W październiku 2019 ogłoszono, że 5 listopada tego samego roku gra ukaże się na Windowsie i będzie również tytułem startowym na Stadię, mającą zadebiutować w tym samym miesiącu. Wersja na komputery osobiste została usprawniona pod względem wizualnym i technicznym, zawierała również dodatkowe nagrody, bronie i kryjówki, które wcześniej zostały udostępnione użytkownikom PlayStation 4 i Xboksa One. Google za przeportowanie gry na Stadię mogło zapłacić nawet dziesięć milionów dolarów.

## Marketing i promocja
Pierwszy zwiastun gry, przedstawiający otwarty świat i środowisko, opublikowano 20 października 2016. 28 września 2017 zaprezentowano zwiastun poświęcony postaciom, a 2 maja 2018 zarysowujący fabułę gry. Zwiastun opublikowany 9 sierpnia 2018 prezentował pierwsze nagrania z rozgrywki, przedstawiając m.in. mechaniki strzelania, dbania o wierzchowca i obozy gangu. 1 października zaprezentowano drugi zwiastun z rozgrywką, koncentrujący się na napadach i mechanice „zabójczej precyzji”. 18 października wydano zwiastun pełniący funkcję reklamy telewizyjnej. Houser zdradził, że pojedynczy zwiastun mógł być przemontowywany nawet po kilkaset razy, w zależności od sugestii od zespołów. 17 października 2019 zaprezentowano zwiastun wersji na Windowsa, demonstrujący grę w szybkości sześćdziesięciu klatek na sekundę i rozdzielczości 4K.
Żeby zachęcić do zakupu gry w przedsprzedaży, Rockstar nawiązał współpracę z kilkoma sieciami handlowymi, oferującymi dodatkową zawartość. Special Edition zawierała dodatkowe przedmioty do gry wieloosobowej, zaś Ultimate Edition do wieloosobowego Red Dead Online. W sprzedaży znalazł się również zestaw Collector’s Box, zawierający fizyczne gadżety związane z grą. Rozgrywając odpowiednią misję w Grand Theft Auto Online, gracze mogą odblokować kamienny topór do wykorzystania w Red Dead Redemption 2. Przed premierą gry Rockstar regularnie aktualizował swoją stronę internetową, prezentując przedsmak zajęć i miejsc w otwartym świecie oraz historie o członkach gangu van der Lindego. Przed premierą w sprzedaży znalazły się również gadżety promujące grę. Wraz z premierą Red Dead Redemption 2 na urządzeniach z systemami Android i iOS udostępniono aplikację towarzyszącą, pełniącą funkcję drugiego ekranu, w której gracz może przejrzeć przedmioty z gry, takie jak katalogi, dzienniki czy wyświetlana w czasie rzeczywistym minimapa.